# Александър II (Шотландия)
Вижте пояснителната страница за други личности с името Александър II.
Александър II (на средновековен шотландки келтски: Alaxandair mac Uilliam, на съвременен шотландки келтски: Alasdair mac Uilleim) е крал на Шотландия от 1214 до 1249 г.

## Произход и възкачване на престола
Александър е роден на 24 август 1198 в Хадингтън, Шотландия. Той е единствен син на крал Уилям I и на Ерменгард дьо Бомон.
Известно време прекарва в Англия, където през 1213 г. е посветен в рицарство от английския крал Йоан Безземни. Наследява шотландската корона след смъртта на баща си на 4 декември 1214 г. и е коронован в Скоун на 6 декември същата година.

## Управление (1214 – 1249)
Една година след възцаряването на Александър II клановете Макуилям и Макхетс – заклети врагове на шотландската корона, вдигат бунт срещу краля, но верните на короната сили бързо потушават въстанието. През същата година Александър II се намесва в борбата на английските барони срещу Йоан Безземни и нахлува с войските си на английска територия. Шотландските войски достигат до южното крайбрежие на Англия при Доувър, където се съединяват с войските на френския дофин. Александър и дофинът се присъединяват към английските барони и участват в подписването на Магна харта. Скоро след смъртта на Йоан Безземни шотландските войски се връщат в Шотландия, а между новия английски крал Хенри III, от една страна, Александър и френския дофин, от друга, е сключен мирен договор. Мирът е скрепен и с династичен брак между Александър и сестрата на Хенри – Жана, за която Александър се жени на 25 юни 1221 г.
През следващата година Александър подчинява полунезависимата област Аргайл. През 1235 г. кралските войски безпрепятствено потушават и бунта в Гелолей. Скоро след това опитвайки се да подчини Александър, английският крал Хенри III предизвиква нападения над шотландска територия от страна на северните английски графства. Двамата крале уреждат спора помежду си през 1237 г., когато е подписан т. нар. Йоркски мир, чрез който границата между двете кралства е определена по линията между залива Солуей на запад и устието на река Туид на изток.
Съпругата на Александър II умира в Есекс през март 1238 г. На 15 май 1239 шотландският крал се жени повторно за Мари дьо Куси. От този брак през 1241 г. се ражда един син – бъдещият Александър III.
През 1243 г. отношенията между Англия и Шотландия отново се влошават. Този път обаче навременните приготовления на Александър II да посрещне атаката на англичаните и нежеланието на английските барони да воюват предотвратяват новия конфликт. Двете страни подписват нов договор в Нюкасъл ъпон Тайн през 1244 г. След това Александър насочва вниманието си към западните острови, които все още се намират под властта на Норвегия. Започнатите преговори за тяхното откупуване завършват без успех. След този неуспех Александър притиска лорда на Аргайл Юън да прекрати връзките си с норвежкия крал Хокон IV. Юън отказва и Александър потегля на поход срещу владенията му.
По пътя към Аргайл Александър II се разболява и умира на остров Керера на 6 юли 1249 г. Погребан е в Мерлоуското абатство в Йорксбършир. На престола го наследява синът му Александър III.